# Sempu
Sempu es un volcán de tipo caldera situado en el brazo norte de la isla de Célebes, en Indonesia. Tiene una altitud de 1 549 m s. n. m. y una caldera de 3 km de ancho en cuyo lado suroeste existe un maar y un lago de cráter. Del maar se extrae azufre desde 1938. No se conserva información sobre su actividad vulcanológica.